# Årsredovisning
En årsredovisning är ett av flera sätt att göra en sammanställning av en organisations räkenskaper och förvaltning för ett räkenskapsår.

## Sverige
Bokföringslagens (1999:1078) kap. 6 reglerar hur löpande bokföring skall avslutas. I lagen används två begrepp, Årsbokslut och Årsredovisning. En årsredovisning är mer omfattande än ett årsbokslut, och båda regleras innehållsmässigt av Årsredovisningslagen (ÅRL) (1995:1554).
Enligt ÅRL skall en årsredovisning bestå av:
1. Förvaltningsberättelse
2. Resultaträkning
3. Balansräkning
4. Finansieringsanalys (endast för större företag)
5. Noter

Om bolaget har revisor ska även en revisionsberättelse upprättas, den är dock inte del av årsredovisningen. 
Större företag är i detta sammanhang företag:
- vars andelar, teckningsoptioner eller skuldebrev är upptagna till handel på en reglerad marknad eller en motsvarande marknad utanför Europeiska ekonomiska samarbetsområdet eller
- som uppfyller mer än ett av följande villkor:

1. medelantalet anställda i företaget har under vart och ett av de två senaste räkenskapsåren uppgått till mer än 50,
2. företagets redovisade balansomslutning har för vart och ett av de två senaste räkenskapsåren uppgått till mer än 40 miljoner kronor,
3. företagets redovisade nettoomsättning har för vart och ett av de två senaste räkenskapsåren uppgått till mer än 80 miljoner kronor

En årsredovisning skall, till skillnad från ett årsbokslut, offentliggöras hos Bolagsverket (för stiftelser den länsstyrelse som är tillsynsmyndighet för stiftelsen).